# Ciência normal

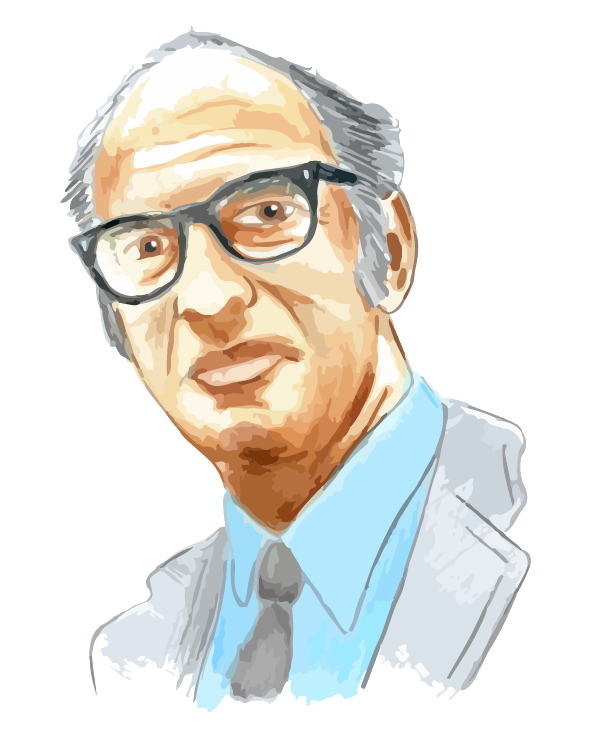
Thomas Kuhn

A ciência normal é um conceito desenvolvido por Thomas Kuhn, em sua obra A Estrutura das Revoluções Científicas, que define uma das fases pelas quais um paradigma se estabelece como forma dominante em uma comunidade científica.
Durante o período de ciência normal, os cientistas se dedicam ao fortalecimento de um paradigma por meio de experiências e verificações dos seus principais postulados. É nessa fase em que a maior parte da comunidade científica se encontra, isto é, trabalhando para reforçar o paradigma no qual a sua pesquisa se baseia. Considerando a ciência como uma solução de quebra-cabeças, Kuhn descreveu como a ciência normal segue lentamente acumulando dados que sustentam o paradigma estabelecido.
Ao longo do tempo, o progresso na ciência normal pode revelar anomalias ou fatos difíceis de serem explicados dentro do contexto do paradigma existente. Embora estas anomalias sejam normalmente resolvidas através da atividade da ciência normal, em alguns casos podem se acumular até ao ponto em que as fraquezas do velho paradigma são reveladas. Nesse caso, a comunidade entra em um período de crise que pode levar a uma mudança de paradigma, ou revolução científica. Na fase da pós-revolução, o novo paradigma se estabelece através da ciência normal.